# Stelian Staicu

Generalul Stelian Staicu.

Stelian Staicu (d. 28 septembrie 1984) a fost un general român de miliție, care a îndeplinit funcția de șef al Inspectoratului General al Miliției (1960-1969).
A absolvit Școala de ofițeri de Infanterie, Școala Superioară de Război (1947-1949) și Academia Militară a M.St.M. în U.R.S.S.(1950 - 1952), general maior - august 1954, general locotenent - decembrie 1961
În perioada 1954-1956, generalul Staicu a îndeplinit funcția de șef al Comandamentului Trupelor de Securitate (actuala Jandarmerie) din cadrul Ministerului Afacerilor Interne și al Direcției Generale a Trupelor M.A.I. între 1956 - 1958. Între anii 1960-1969 a fost șef al Inspectoratului General al Miliției și adjunct al ministrului Afacerilor Interne. Șef de stat major și locțiitor al comandantului Academiei Militare Generale.
Generalul-locotenent Stelian Staicu a încetat din viață la data de 28 septembrie 1984.

## Distincții
- Ordinul „Apărarea Patriei” clasa a III-a (30 decembrie 1957) „cu ocazia celei de a zecea aniversări a proclamării Republicii Populare Romîne și pentru merite deosebite în îndeplinirea sarcinilor date de Partidul Muncitoresc Romîn, pentru merite deosebite pe tărîmul construcției de stat, economice, sociale, culturale și obștești”[1]
- Ordinul „23 August” clasa a IV-a (12 august 1959) „pentru contribuție activă la întărirea regimului democrat-popular”[2]
- Ordinul Muncii clasa a III-a (6 mai 1961) „cu prilejul celei de-a 40-a aniversări de la înființarea Partidului Comunist din Romînia, pentru merite deosebite în opera de construire a socialismului”[3]
- Ordinul „23 August” clasa a III-a (10 august 1964) „pentru merite deosebite în opera de construire a socialismului, cu prilejul celei de a XX-a aniversări a eliberării patriei”[4]
- Ordinul „Tudor Vladimirescu” clasa a IV-a (25 decembrie 1967) „pentru merite deosebite în opera de construire a socialismului, cu prilejul celei de-a XX-a aniversări a proclamării Republicii”[5]